# André Diniz (compositor)
André Pereira Diniz (Rio de Janeiro, 25 de maio de 1973) é um professor, compositor e músico brasileiro. É o maior vencedor de disputas de samba-enredo da Unidos de Vila Isabel, superando nomes como Martinho da Vila e Paulo Brazão. Também é vencedor de dois Estandartes de Ouro, considerado o "Óscar do carnaval".
Era chefe de bateria da Raça Rubro-Negra, a torcida organizada do Flamengo, quando conheceu Evandro Bocão e, juntos, passaram a compor sambas de enredo. A primeira vitória da dupla foi em 1991, no Arranco, escola de samba do bairro do Engenho de Dentro. Em 1993, entrou para a ala de compositores da Unidos de Vila Isabel. Por três vezes a escola foi campeã com sambas de André e parceiros: 2004 com "A Vila É Para Ti..."; 2006 com "Soy Loco por Ti América: a Vila Canta a Latinidade"; e 2013 com o elogiado "A Vila Canta o Brasil, Celeiro do Mundo - Água no Feijão que Chegou Mais Um".
André também compôs para outras escolas como Inocentes de Belford Roxo e Acadêmicos do Grande Rio; e para artistas como Arlindo Cruz. Fora do carnaval, o compositor é professor de história no ensino médio. É casado com Verônica e segue a religião messiânica.

## Biografia
Filho de Sheila Chrisman Pereira Diniz e Roberto Magalhães Diniz, André Pereira Diniz nasceu em 25 de maio de 1973 na cidade do Rio de Janeiro. Quando criança, nos anos 70, André frequentava a escola de samba Unidos de Vila Isabel, da qual seu pai era presidente de ala. No carnaval de 1985 desfilou na escola pela primeira vez. Era chefe de bateria da Raça Rubro-Negra quando fez amizade com o presidente da torcida organizada do Flamengo, Evandro Bocão. Juntos, começaram a compor sambas de enredo. A primeira vitória foi em 1991, vencendo a disputa de samba-enredo da escola Arranco para o carnaval de 1992. A partir de 1993, passou a integrar a ala de compositores da Unidos de Vila Isabel, vencendo a disputa de samba-enredo para o carnaval de 1994. Composto junto com Evandro Bocão e Bombril, "Muito Prazer! Isabel de Bragança e Drumond Rosa da Silva, mas Pode me Chamar de Vila" recebeu nota máxima de todos os jurados do carnaval e foi premiado com o Estandarte de Ouro de melhor samba de 1994. No ano seguinte, em 1995, a Vila Isabel novamente desfilou com um samba seu, "Cara ou Coroa, as Duas Faces da Moeda", composto junto com Evandro Bocão. Voltou a vencer na Vila Isabel na disputa de samba-enredo para o carnaval de 2004. Com "A Vila É Para Ti...", composto por André, Leonel, Serginho 20, Prof. Newtão e Sidney Sã, a Unidos de Vila Isabel foi campeã do Grupo A, a segunda divisão do carnaval carioca.
Em 2006, a Vila Isabel foi campeã do Grupo Especial com "Soy Loco por Ti América: a Vila Canta a Latinidade", samba composto por André, Serginho 20, Carlinhos do Peixe e Carlinhos Petisco. Em 2011, Arlindo Cruz pediu para compor um samba junto com André. Juntos com Evandro Bocão, Leonel e Artur das Ferragens, venceram a disputa de samba da Vila Isabel para o carnaval de 2012 com "Você Semba Lá... Que Eu Sambo Cá! O Canto Livre de Angola". Em 2013, a escola voltou a ser campeã do Grupo Especial, com mais um samba de André. "A Vila Canta o Brasil, Celeiro do Mundo - Água no Feijão que Chegou Mais Um" foi composto junto com Arlindo Cruz, Martinho da Vila, Leonel e Tunico da Vila. O samba foi premiado com o Estandarte de Ouro, considerado o "óscar do carnaval". André também teve parceria com Arlindo Cruz no álbum de 2014 do cantor, Herança Popular, para o qual compôs duas músicas, junto com Arlindo, Evandro Bocão e Leonel. A partir de 2018, passou a compor para outras escolas de samba, além da Unidos de Vila Isabel.

## Composições

### Sambas de enredo
Abaixo, os sambas de enredo compostos por André Diniz.
| Legenda: N Campeã do carnaval |

| Ano  | Divisão       | Escola de Samba          | Samba-Enredo | Ref.          |
| ---- | ------------- | ------------------------ | --- | ------------- |
| 1992 | Grupo A (RJ)  | Arranco                  | Mandacaru, Fruta-Flor do Querer | [ 10 ]        |
| 1994 | Especial RJ   | Vila Isabel              | Muito Prazer! Isabel de Bragança e Drumond Rosa da Silva, mas Pode me Chamar de Vila                                                                                     | [ 11 ] [ 12 ] |
| 1995 | Especial RJ   | Vila Isabel              | Cara ou Coroa, as Duas Faces da Moeda | [ 13 ] [ 12 ] |
| 2004 | Grupo A (RJ)  | Vila Isabel              | A Vila É Para Ti... | [ 14 ]        |
| 2005 | Especial RJ   | Vila Isabel              | Singrando em Mares Bravios... E Construindo o Futuro | [ 15 ]        |
| 2006 | Especial RJ   | Vila Isabel              | Soy Loco por Ti América: a Vila Canta a Latinidade | [ 16 ] [ 12 ] |
| 2007 | Especial RJ   | Vila Isabel              | Metamorfoses: Do Reino Natural à Corte Popular do Carnaval - As Transformações da Vida                                                                                   | [ 17 ]        |
| 2008 | Especial RJ   | Vila Isabel              | Trabalhadores do Brasil | [ 18 ]        |
| 2009 | Especial RJ   | Vila Isabel              | Neste Palco da Folia, É Minha Vila que Anuncia: Theatro Municipal - A Centenária Maravilha                                                                               | [ 19 ]        |
| 2011 | Especial RJ   | Vila Isabel              | Mitos e Histórias Entrelaçadas pelos Fios de Cabelo | [ 20 ]        |
| 2012 | Especial RJ   | Vila Isabel              | Você Semba Lá... Que Eu Sambo Cá! O Canto Livre de Angola | [ 21 ] [ 12 ] |
| 2013 | Especial RJ   | Vila Isabel              | A Vila Canta o Brasil, Celeiro do Mundo - "Água no Feijão que Chegou Mais Um"                                                                                            | [ 22 ] [ 12 ] |
| 2014 | Especial RJ   | Vila Isabel              | Retratos de Um Brasil Plural | [ 23 ]        |
| 2016 | Especial RJ   | Vila Isabel              | Memórias do 'Pai Arraia' - Um Sonho Pernambucano, Um Legado Brasileiro!                                                                                                  | [ 24 ]        |
| 2018 | Especial RJ   | Vila Isabel              | Corra que o Futuro Vem Aí | [ 25 ]        |
| 2018 | Série A (RJ)  | Inocentes                | Mojú, Magé, Majubá - Sinfonias e Batuques | [ 26 ]        |
| 2018 | Série B (RJ)  | Parque Curicica          | O Reino Está Nu! | [ 27 ]        |
| 2018 | Especial SP   | Vila Maria               | Aproveitam-se de Minha Nobreza, Você não Soube, não Te Contaram? Suspeitei Desde o Principio! Não Contavam com Minha Astúcia! Arriba Bolanõs, Arriba Vila, Arriba México | [ 28 ]        |
| 2019 | Especial RJ   | Vila Isabel              | Em Nome do Pai, do Filho e dos Santos, a Vila Canta a Cidade de Pedro | [ 29 ]        |
| 2019 | Especial RJ   | Grande Rio               | Quem Nunca…? Que Atire a Primeira Pedra | [ 30 ]        |
| 2019 | Série A (RJ)  | Inocentes                | O Frasco do Bandoleiro (Baseado Num Causo com a Boca na Botija) | [ 31 ]        |
| 2019 | Série B (RJ)  | União de Maricá          | Nelson Gonçalves - o Autorretrato do Rei do Rádio | [ 32 ]        |
| 2019 | Grupo E (RJ)  | Imperadores Rubro-Negros | Paixão pelo Clube, Amor pelo Samba: Uma História de Futebol e Carnaval                                                                                                   | [ 33 ]        |
| 2019 | Especial SP   | Colorado do Brás         | Hakuna Matata - Isso É Viver | [ 34 ]        |
| 2020 | Especial RJ   | Unidos da Tijuca         | Onde Moram os Sonhos | [ 35 ]        |
| 2020 | Série A (RJ)  | Inocentes                | Marta do Brasil! Chorar no começo para sorrir no fim |               |
| 2020 | Especial SP   | Colorado do Brás         | Que Rei Sou Eu? | [ 36 ]        |
| 2022 | Especial RJ   | Vila Isabel              | Canta, Canta, Minha Gente! A Vila é de Martinho | [ 37 ]        |
| 2022 | Especial SP   | Império de Casa Verde    | O Poder da Comunicação - Império, o Mensageiro das Emoções |               |
| 2023 | Especial SP   | Independente Tricolor    | Samba no Pé, Lança na Mão, Isso é uma Invasão! |               |
| 2023 | Especial SP   | Império de Casa Verde    | Império dos Tambores – Um Brasil Afromusical |               |
| 2023 | Especial SP   | Tucuruvi                 | Da Silva, Bezerra. A Voz do Povo! |               |
| 2024 | Especial SP   | Império de Casa Verde    | Fafá - A Cabocla Mística em Rituais da Floresta |               |
| 2024 | Especial SP   | Independente Tricolor    | Agojie, A Lâmina da Liberdade! |               |
| 2025 | Especial SP   | Império de Casa Verde    | Cantando Contos: Reinos da Literatura | [ 38 ]        |
| 2025 | Especial SP   | Independente Tricolor    | Gritos de Resistência |               |
| 2025 | Acesso 1 (SP) | X-9 Paulistana           | Clareou! Um Novo Dia Sempre Vai Raiar | [ 39 ]        |

### Outras
Abaixo, outras canções compostas por André Diniz.
| Canção                 | Compositores                                                     | Intérprete     | Álbum / DVD             | Lançamento | Ref.   |
| ---------------------- | ---------------------------------------------------------------- | -------------- | ----------------------- | ---------- | ------ |
| Minha Paixão           | André Diniz e Helinho Popular                                    | Grupo Aquarela | Minha Paixão            | 1996       | [ 12 ] |
| Ser Flamengo           | André Diniz, Evandro Bocão e Eduardo Martins                     | Grupo Aquarela | Minha Paixão            | 1996       | [ 12 ] |
| O Amor Acabou          | André Diniz e Wladimir                                           | Grupo Aquarela | Minha Paixão            | 1996       | [ 12 ] |
| Apoteose               | André Diniz e Wladimir                                           | Grupo Aquarela | Minha Paixão            | 1996       | [ 12 ] |
| Cavaco Chora por Mim   | André Diniz, Toninho Nascimento, Wilson Caetano, Gegê do Caminho | Grupo Aquarela | Minha Paixão            | 1996       | [ 12 ] |
| Vou Seguir Meu Coração | André Diniz e Flores                                             | Adílson Ramos  | Pelo Amor de Uma Mulher | 2000       | [ 12 ] |
| Viola Padroeira        | André Diniz, Flores e Cacá Morais                                | Maria Eugênia  | Maria                   | 2003       | [ 12 ] |
| Sinceridade            | André Diniz, Arlindo Cruz, Evandro Bocão e Leonel                | Arlindo Cruz   | Herança Popular         | 2014       | [ 12 ] |
| Ilicitação             | André Diniz, Arlindo Cruz, Evandro Bocão e Leonel                | Arlindo Cruz   | Herança Popular         | 2014       | [ 12 ] |

## Premiações
Abaixo, a lista de prêmios recebidos por André Diniz.
- Estandarte de Ouro

1. 1994 - Melhor samba-enredo (Vila Isabel - "Muito Prazer! Isabel de Bragança e Drumond Rosa da Silva, mas Pode me Chamar de Vila") [4][5]
2. 2013 - Melhor samba-enredo (Vila Isabel - "A Vila Canta o Brasil, Celeiro do Mundo - Água no Feijão que Chegou Mais Um") [4][5]

- Estrela do Carnaval

1. 2013 - Melhor samba-enredo (Vila Isabel - "A Vila Canta o Brasil, Celeiro do Mundo - Água no Feijão que Chegou Mais Um") [40]
2. 2023 - Melhor samba-enredo (Império de Casa Verde - "Império dos Tambores – Um Brasil Afromusical") [41]

- Gato de Prata

1. 2013 - Melhor samba-enredo (Vila Isabel - "A Vila Canta o Brasil, Celeiro do Mundo - Água no Feijão que Chegou Mais Um") [42][43]

- Plumas & Paetês Cultural

1. 2013 - Melhor samba-enredo (Vila Isabel - "A Vila Canta o Brasil, Celeiro do Mundo - Água no Feijão que Chegou Mais Um") [44]
2. 2022 - Melhor samba-enredo (Vila Isabel - "Canta, Canta, Minha Gente! A Vila É de Martinho") [45]

- Prêmio Gazeta do Rio

1. 2022 - Melhor samba-enredo (Vila Isabel - "Canta, Canta, Minha Gente! A Vila É de Martinho") [46]

- Prêmio SASP

1. 2024 - Melhor samba-enredo (Império de Casa Verde - "Fafá - A Cabocla Mística em Rituais da Floresta")[47]

- Prêmio SRzd

1. 2013 - Melhor samba-enredo (Vila Isabel - "A Vila Canta o Brasil, Celeiro do Mundo - Água no Feijão que Chegou Mais Um") [48]
2. 2018 - Melhor samba-enredo (Inocentes - "Mojú, Magé, Majubá - Sinfonias e Batuques") [49]
3. 2023 - Melhor samba-enredo (Império de Casa Verde - "Império dos Tambores – Um Brasil Afromusical") [50]
4. 2024 - Melhor samba-enredo (Império de Casa Verde - "Fafá - A Cabocla Mística em Rituais da Floresta")[51]

- Prêmio Veja Rio

1. 2013 - Melhor samba-enredo (Vila Isabel - "A Vila Canta o Brasil, Celeiro do Mundo - Água no Feijão que Chegou Mais Um") [52][53]

- S@mba-Net

1. 2013 - Melhor samba-enredo (Vila Isabel - "A Vila Canta o Brasil, Celeiro do Mundo - Água no Feijão que Chegou Mais Um") [54]

- Tamborim de Ouro

1. 2013 - Melhor samba-enredo (Vila Isabel - "A Vila Canta o Brasil, Celeiro do Mundo - Água no Feijão que Chegou Mais Um") [55]

- Troféu Apoteose

1. 2013 - Melhor samba-enredo (Vila Isabel - "A Vila Canta o Brasil, Celeiro do Mundo - Água no Feijão que Chegou Mais Um") [56]

- Troféu Rede Manchete - Papa-Tudo

1. 1995 - Melhor samba-enredo (Vila Isabel - "Cara ou Coroa, as Duas Faces da Moeda") [57]

- Troféu Tupi Carnaval Total

1. 2013 - Melhor samba-enredo (Vila Isabel - "A Vila Canta o Brasil, Celeiro do Mundo - Água no Feijão que Chegou Mais Um") [58]

## Títulos e estatísticas
André participou dos campeonatos de 2006 e 2013 da Unidos de Vila Isabel como compositor do samba-enredo da escola.
| Divisão        | Campeonato | Ano                                     | Vice | Ano | Terceiro lugar | Ano                                                   |
| -------------- | ---------- | --------------------------------------- | ---- | --- | -------------- | ----------------------------------------------------- |
| Grupo Especial | 2          | 2006 (Vila Isabel) e 2013 (Vila Isabel) | 0    | -   | 3              | 2009 (RJ), 2012 (RJ), 2019 (RJ), 2022 (RJ), 2023 (SP) |
| Grupo A        | 1          | 2004 (Vila Isabel)                      | 0    | -   | 0              | -                                                     |